# Catadoides
Catadoides — рід еребід з підродини совок-п'ядунів, представники якого зустрічаються в Малайзії та Папуа Новій Гвінеї.

## Систематика
У складі роду:
- Catadoides fijiensis Robinson, 1975
- Catadoides longipalpis Swinhoe, 1903
- Catadoides punctata Bethune-Baker, 1908
- Catadoides vunindawa Robinson, 1975